# 概念の漸動
概念の漸動（がいねんのぜんどう、英: Concept creep）とは、人への危害に関連する概念が意味的に拡張され、本来はその用語の下に含まれると想定されていなかったことが含まれるようになる過程を指す言葉である。

## 解説
2016年にニック・ハスラムによってこの現象が初めて発見され、虐待、いじめ、トラウマ、精神障害、依存症、偏見といった概念にその影響が確認された。また、他にもガスライティングや感情労働などの用語への影響も確認された。そして、この現象は、誇張法という概念に関連している可能性がある。
この現象は、人々が危害に対してより敏感になり、本来は用語に含まれるべきではない多くのものをその用語に含め、用語の明確性や特異性を失わせるため、人々の思考や理解を曖昧にするという批判がなされている。